# Чоклінг Терсар
Чоклінг Терсар (тиб. mchog gling gter gsar) у тибетському буддизмі — цикл прихованих учень (терма), відкритих буддійським йогіном на ім'я Чок'юр Лінгпа. Ці вчення зазвичай давалися разом із Джам'ял К'єнце і Джамон Конгтрул. Учення Чок'юра Лінгпи містяться в тридцяти трьох томах. Його власні записи містяться ще в дванадцяти томах. Повне зібрання практик Чоклінг Терсар було передруковане в Делі. Більша частина терів Чоклінга — це са-тер, і лише декілька інших видів передач, оскільки Чоклінг підкорявся лише наказу Сіту Пема Вангпо, який наказав йому брати здебільшого са-тер і залишати інші.